# Who's on First?

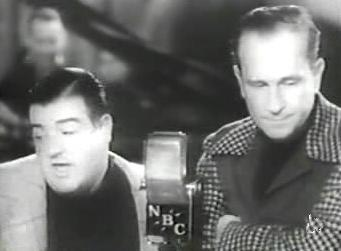
Abbott-Costello dans Who’s on First?

Who's on First? est un sketch humoristique sur le baseball rendu populaire par le duo Abbott-Costello (1938), et fut désigné par le magazine Time comme le meilleur sketch du XXe siècle.

## Histoire
Bâti sur le quiproquo résultant de nommer un joueur Who ('Qui', en anglais), ce sketch trouve ses racines dans des sketches du tournant du XXe siècle tels The Baker Scene où un monsieur « Who » habite « Watt Street » ('Quelle Rue'). On retrouve ce même ressort comique dans le film Cracked Nuts (1930) : les acteurs Bert Wheeler et Robert Woolsey examinent une carte d'un royaume mythique avec des villes nommées « Which » ('Quelle') ou « Yes » ('Oui') donnant lieu à des dialogues loufoques :
— What is next to Which.
— What is the name of the town next to Which?
— Yes.
L'origine exacte du sketch Who's on First? reste nébuleuse. Le duo Abbott-Costello le joue à partir de 1936. Il connaît le succès en 1938 après des diffusions à la radio. Abbott et Costello jouent de très nombreuses fois ce sketch par la suite dans des films (One Night in the Tropics en 1940 et The Naughty Nineties en 1945), des émissions de télévision ou des spectacles en veillant à ne jamais faire deux fois le même sketch.
En 1956, un disque d'or du sketch fait son entrée au Temple de la renommée du baseball. Une vidéo présente dans le musée du Temple le sketch en intégralité et en boucle.

## Les joueurs
- Premier but :  Who (Qui)
- Deuxième but :  What (Quoi) ou (quel joueur)
- Troisième but :  I Don't Know (Je ne sais pas)
- Champ gauche :  Why (Pourquoi)
- Champ centre :  Because (Parce que)
- Lanceur :  Tomorrow (Demain)
- Receveur :  Today (Aujourd'hui)
- Arrêt-court :  I Don't Give a Darn! (Je m'en fiche) (d'autres versions : I Don't Care ou I Don't Give a Damn)

Le champ droit n'est jamais identifié.

## Who's on First?dans la culture populaire
Il est fait référence à ce sketch dans le film Rain Man où le personnage autiste Raymond Babbitt interprété par Dustin Hoffman récite ce texte en boucle.
Il y est également fait référence dans la chanson Hexagonal de Doc Gynéco.
Au début du dernier épisode de la saison 3 de la série américaine Elementary, Sherlock et Alfredo regardent ensemble ce sketch sur le toit.
Dans l'épisode 15 de la saison 10 des Simpson, "Une femme au volant", Skinner et l'inspecteur Chalmers commencent sur scène le sketch rapidement conclu par Skinner.